# Amblyopone australis
Amblyopone australis, furnica Michelin de sud, este o specie de furnică din genul Amblyopone, originară din Australia. Specia a fost descrisă de Wilhelm Ferdinand Erichson în 1842. Lucrătorii pot varia în culori de la galben la maro închis sau negru. Au o lungime a corpului de 4,5-8 mm; reginele sunt mai mari.
Acesta a fost introdusă accidental în Noua Zeelandă, unde a devenit stabilită pe scară largă în întreaga Insulă de Nord. Este cea mai mare specie de furnici stabilită în Noua Zeelandă.

## Biologie
Amblyopone australis trăiește în colonii relativ mici, de zeci până la sute (până în 2000), de obicei sub bușteni sau pietre. Adulții se hrănesc deasupra și dedesubtul solului, pradă altor artropode, paralizându-i cu înțepătura lor. Larvele sunt hrănite cu părți ale corpului dezmembrate de pradă.